# Mirna (wieś)
Mirna – wieś w Słowenii, siedziba gminy Mirna. W 2018 roku liczyła 1307 mieszkańców.